# Topónimos romanos em Portugal
A toponímica romana portuguesa refere-se aos nomes próprios de lugares em Portugal cuja origem é o latim, em particular o latim da era de controlo romano, o latim clássico e o latim tardio.
O território que hoje corresponde a Portugal continental fez parte do Império Romano entre o século II a.C. e o século V d.C. Primeiro, como parte da pronvincia Hispania Ulterior e, após uma re-organização administrativa promovida pelo Imperador Augusto, integrou a província Lusitania, que tinha a sua capital em Augusta Emerita (actual Mérida, Espanha), com excepção dos territórios a norte do rio Douro, que foram integrados na província Hispania Tarraconensis.
No século III d.C., o Imperador Diocleciano promove uma nova re-organização territorial, levando à divisão da Tarraconense e criação a província Galaecia, com capital em Bracara Augusta (actual Braga).
Apesar de algumas cidades e outras localidades terem uma origem anterior à época Romana, as reformas administrativas e territoriais que tiveram lugar durante este periodo tiveram um impacto prolongado no tempo. 
Muitas cidades actuais portuguesas já existiam nessa época ou foram criadas nesse período, sendo muitos topónimos actuais resultado da corrupção e evolução dos nomes antigos.
O latim medieval continuaria a emprestar topónimos ao português, em particular via os topónimos germânicos latinizados da era de ocupação sueva e visigótica, cujas elites foram latinizadas, mas estes topónimos são excluídos desta classificação dado o latim ser principalmente veícular neste processo.

## Lista de localidades
Notas:
- Nomes marcados como asterisco são nomes propostos pelos autores como possíveis, mas que não possuem atestação nas fontes;
- Nomes com sinais de interrogação indicam que sua identificação é incerta.

| Nome latino                                                         | Nome português                                                    | Nome atual                                                              | Ref.                        |
| ------------------------------------------------------------------- | ----------------------------------------------------------------- | ----------------------------------------------------------------------- | --------------------------- |
| Abelterium                                                          | Abeltério                                                         | Alter do Chão                                                           | [ 2 ]                       |
| Abobriga Abobrica Avobriga Aviobriga Aobriga Adobriga               | Abóbriga Abóbrica Avóbriga Avióbriga Aóbriga Adóbriga             | Próximo ao rio Minho. Talvez Delães (?)                                 | [ 3 ] [ 4 ] [ 5 ] [ 6 ]     |
| Ad septem Aras                                                      | Sete Aras                                                         | Açumar (?) Alegrete (?)                                                 | [ 7 ]                       |
| Aeminium                                                            | Emínio                                                            | Coimbra                                                                 | [ 8 ]                       |
| Allavarium                                                          | Alavario                                                          | Aveiro                                                                  | [ 9 ]                       |
| Alcobria                                                            | Alcóbria                                                          | Alcarva, Ranhados                                                       | [ 10 ]                      |
| Aliobriga                                                           | Alióbriga                                                         | Castro de Cidadelhe                                                     | [ 3 ]                       |
| Ammaia                                                              | Amaia                                                             | São Salvador da Aramenha                                                | [ 11 ]                      |
| Anobrica Anobriga                                                   | Anóbrica Anóbriga                                                 | Aboim da Nóbrega                                                        | [ 12 ]                      |
| Annubria                                                            | Anubria                                                           | Anobra                                                                  | [ 13 ]                      |
| Aquabona Equabona                                                   | Aquabona Equabona                                                 | Coina                                                                   | [ 14 ]                      |
| Aquae Flaviae                                                       | Águas Flávias                                                     | Chaves                                                                  | [ 15 ]                      |
| Arabriga                                                            | Arábriga                                                          | Alenquer                                                                | [ 16 ]                      |
| Arabriga Axabriga                                                   | Arábriga Axábriga                                                 | Xabregas (?)                                                            | [ 10 ] [ 17 ] [ 18 ] [ 18 ] |
| Aranni Arandis                                                      | Arandis                                                           | Ourique, Castro Verde e Odemira (cividade) Santa Bárbara de Padrões (?) | [ 19 ] [ 20 ]               |
| Arcobrica                                                           | Arcóbrica                                                         | Torrão (?)                                                              | [ 21 ]                      |
| *Arcobriga                                                          | Arcóbriga                                                         | Alcarva, Penedono                                                       | [ 10 ]                      |
| Arcobriga                                                           | Arcóbriga                                                         | Arcos de Valdevez                                                       | [ 22 ]                      |
| Arcobriga                                                           | Arcóbriga                                                         | Norte do rio Douro                                                      | [ 10 ]                      |
| Arcobriga                                                           | Arcóbriga                                                         | São Pedro do Sul                                                        | [ 10 ]                      |
| Aritium Praetorium                                                  | Pretório de Arício                                                | Abrantes ou Água Branca                                                 | [ 23 ] [ 24 ]               |
| Aritium Vetus                                                       | Arício Velho                                                      | Alvega                                                                  | [ 25 ]                      |
| Armona                                                              | Armona                                                            | Armona                                                                  | [ 26 ]                      |
| Aruci Aruci Novum Oppidum Arucinatum Arucia Nova Civitas Aruccitana | Nova Arucos Nova Arúcia Nova Cividade Arucitana                   | Moura                                                                   | [ 27 ] [ 28 ] [ 29 ]        |
| Aufragia                                                            | Aufrágia                                                          | Fareja (?)                                                              | [ 30 ] [ 31 ]               |
| Augustobriga (?)                                                    | Augustóbriga (?)                                                  | Badajoz                                                                 | [ 32 ]                      |
| *Aulobriga *Aulobrigensis                                           | Aulóbriga Aulobrigense                                            | Fermedo                                                                 | [ 21 ]                      |
| Baesuris Esuri                                                      | Besuris Esuris                                                    | Castro Marim                                                            | [ 33 ] [ 34 ]               |
| Balsa                                                               | Balsa                                                             | Luz de Tavira                                                           | [ 35 ]                      |
| Baltum                                                              | Balto                                                             | Albufeira                                                               | [ 36 ] [ 37 ]               |
| Brita/s                                                             | Brita/s                                                           | ?                                                                       | [ 26 ]                      |
| Bracara Augusta                                                     | Bracara Augusta                                                   | Braga                                                                   | [ 38 ]                      |
| Brutobriga                                                          | Brutóbriga                                                        | Desconhecido                                                            | [ 39 ]                      |
| Budens                                                              | Budens                                                            | Budens                                                                  | [ 26 ]                      |
| Burrulobriga                                                        | Burrulóbriga                                                      | Borba (?)                                                               | [ 40 ]                      |
| Caeciliana Ciciliana                                                | Ceciliana Celiana Ciciliana                                       | Agualva ou Águas de Moura                                               | [ 41 ] [ 7 ]                |
| Caladunum                                                           | Caladuno                                                          | Em Trás-os-Montes, próximo a Chaves                                     | [ 42 ] [ 43 ]               |
| Calantia Calantica Calantria Calancia Callancia                     | Calância Calântica Calântria                                      | Arraiolos                                                               | [ 44 ]                      |
| Cale Calem                                                          | Cale Calem                                                        | Vila Nova de Gaia                                                       | [ 45 ]                      |
| Celiobriga Caeliobriga Coeliobriga Caliobriga                       | Celióbriga Calióbriga                                             | Celorico de Basto (?)                                                   | [ 22 ] [ 46 ]               |
| Calambriga                                                          | Calâmbriga                                                        | Vale de Cambra                                                          | [ 47 ] [ 48 ]               |
| Callipolis                                                          | Calípole                                                          | Vila Viçosa                                                             | [ 49 ]                      |
| Cattaleucos Catraleucos                                             | Cataleucos Catraleucos                                            | Castelo Branco                                                          | [ 50 ] [ 51 ]               |
| Centum Cellas Centum Cellae Centum Celli Centum Caeli               | Centocelas                                                        | Colmeal da Torre                                                        | [ 52 ]                      |
| Cetobriga Cetobrica Cetobrix                                        | Cetóbriga Cetóbrica Cetóbrix                                      | Setúbal                                                                 | [ 53 ]                      |
| Cilpes                                                              | Cilpes                                                            | Silves                                                                  | [ 54 ]                      |
| Civitas Aravorum                                                    | Cividade dos Áravos                                               | Marialva                                                                | [ 55 ]                      |
| Civitas Igaeditanorum                                               | Cividade dos Igeditanos                                           | Idanha-a-Velha                                                          | [ 56 ]                      |
| Colippo                                                             | Colipo                                                            | Leiria                                                                  | [ 57 ]                      |
| Conimbriga                                                          | Conímbriga                                                        | Condeixa-a-Velha                                                        | [ 58 ] [ 59 ]               |
| Conistorgis                                                         | Conistorgis                                                       | Desconhecido                                                            | [ 60 ]                      |
| Cyneticum Iugum                                                     | Cabo Cinético                                                     | Cabo de Sines                                                           | [ 61 ]                      |
| Dipo                                                                | Dipo                                                              | Desconhecido                                                            | [ 62 ]                      |
| Dumium                                                              | Dúmio                                                             | Dume                                                                    | [ 63 ]                      |
| Fraxinum                                                            | Fraxino                                                           | Alpalhão ou Gavião                                                      | [ 64 ] [ 65 ]               |
| Ebora Ebora Cerealis Liberalitas Iulia                              | Ebora Ebora Cereal Liberalidade Júlia                             | Évora                                                                   | [ 66 ] [ 67 ] [ 68 ]        |
| Eburobrittium                                                       | Eburobrício                                                       | Amoreira                                                                | [ 66 ]                      |
| *Eburobris *Eburobriga                                              | Ebúrobris Eburóbriga                                              | Fundão                                                                  | [ 69 ]                      |
| Evion                                                               | Évio                                                              | ?                                                                       | [ 26 ]                      |
| Forum Limicorum                                                     | Fórum dos Límicos                                                 | Ponte de Lima                                                           | [ 70 ]                      |
| *Helvae                                                             | Elvas                                                             | Elvas                                                                   | [ 71 ]                      |
| Ipses                                                               | Ipses                                                             | Alvor                                                                   | [ 72 ]                      |
| Iulia Modesta Verurium (?) Velladis (?)                             | Júlia Modesta Verúrio (?) Veladis (?)                             | Bobadela                                                                | [ 73 ] [ 74 ]               |
| Iuliobriga                                                          | Julióbriga                                                        | Bragança                                                                | [ 75 ]                      |
| Lacobriga                                                           | Lacóbriga                                                         | Lagos                                                                   | [ 76 ]                      |
| Lamecum Lameca Lama                                                 | Lameco Lameca Lama                                                | Lamego                                                                  | [ 77 ] [ 78 ]               |
| Lancia Oppidana Oppidana                                            | Lância Opidana Opidana                                            | Guarda                                                                  | [ 79 ]                      |
| Lancobriga Loncobriga                                               | Lancóbriga Loncóbriga                                             | Fiães                                                                   | [ 22 ] [ 77 ] [ 3 ] [ 80 ]  |
| Londobris                                                           | Londobris                                                         | Peniche                                                                 | [ 81 ]                      |
| Longobriga Longobrica                                               | Longóbriga Longóbrica                                             | Longroiva                                                               | [ 82 ]                      |
| Lorica                                                              | Loriga                                                            | Loriga                                                                  |                             |
| Malateca                                                            | Malateca                                                          | Marateca, Palmela (só o nome) Ribeira da Marateca (só o nome)           | [ 83 ] [ 84 ]               |
| Medobriga Meidubriga Medobrega Medubriga                            | Medóbriga Meidúbriga Medóbrega Medúbriga                          | Ranhados (?) Freixo de Numão (?)                                        | [ 85 ] [ 86 ] [ 87 ]        |
| Myrtilis,                                                           | Mírtilis                                                          | Mértola                                                                 | [ 88 ]                      |
| Mirobriga Celticorum Mirobrica Celticorum Mirobriga Mirobrica       | Miróbriga dos Célticos Miróbrica dos Célticos Miróbriga Miróbrica | Santiago do Cacém                                                       | [ 32 ] [ 89 ]               |
| Montobrica                                                          | Montóbrica                                                        | Entre Castelo de Vide e San Vicente de Alcántara                        | [ 90 ]                      |
| Moron                                                               | Morão                                                             | Chões de Alpompé (?) Chã Marcos (?)                                     | [ 91 ] [ 92 ]               |
| *Nixiebriga                                                         | Nixiébriga                                                        | Nexebra                                                                 | [ 12 ]                      |
| Ocel[e]nn[se]s                                                      | Ocelense                                                          | Cabeço das Fráguas                                                      | [ 93 ]                      |
| *Ocellum *Vicus Ocelona *Ocelonia                                   | Ócelo Vico de Ocelona Ocelônia                                    | Ferro                                                                   | [ 94 ]                      |
| Olisippo Felicitas Iulia Felicitas Júlia Olisipo Ulissipolis        | Olisipo Felicidade Júlia Felicidade Júlia Olisipo Ulissípolis     | Lisboa                                                                  | [ 95 ] [ 96 ] [ 97 ]        |
| Ossonoba                                                            | Ossónoba                                                          | Faro                                                                    | [ 7 ]                       |
| Pax Iulia Pax Augusta Colonia Pacensis                              | Pax Júlia Paz Júlia Paz Augusta Colônia Pacense                   | Beja                                                                    | [ 98 ] [ 99 ] [ 100 ]       |
| Portus Hannibalis                                                   | Porto de Aníbal                                                   | Portimão                                                                | [ 101 ]                     |
| Portus Cale Portus                                                  | Portucale Portocale                                               | Porto                                                                   | [ 102 ]                     |
| Roboretum Velladis (?)                                              | Reboreto Veladis (?)                                              | Castro de Avelãs                                                        | [ 103 ] [ 104 ]             |
| Salacia                                                             | Salácia                                                           | Alcácer do Sal                                                          | [ 14 ]                      |
| Saurium                                                             | Sáurio                                                            | Soure                                                                   | [ 7 ]                       |
| Scallabis                                                           | Escálabis                                                         | Santarém                                                                | [ 105 ]                     |
| Segovia                                                             | Segóvia                                                           | Segóvia, Campo Maior                                                    | [ 106 ]                     |
| *Seliobriga                                                         | Selióbriga                                                        | Selióbria (hoje São Martinho de Pedrulhais, Sepins)                     | [ 107 ]                     |
| Sena                                                                | Seia                                                              | Seia                                                                    |                             |
| Sellium                                                             | Sélio                                                             | Tomar                                                                   | [ 107 ]                     |
| Serpa                                                               | Serpa                                                             | Serpa                                                                   | [ 108 ]                     |
| Talabara                                                            | Talabara                                                          | Alpedrinha (?) Capinha (?)                                              | [ 109 ] [ 110 ]             |
| Talabrica                                                           | Talábrica                                                         | Cabeço do Vouga, Águeda                                                 | [ 85 ]                      |
| Talabriga                                                           | Talábriga                                                         | Branca (?) Cacia (?)                                                    | [ 22 ] [ 111 ]              |
| Talabriga                                                           | Talábriga                                                         | Estorãos                                                                | [ 112 ]                     |
| Tameobriga                                                          | Tameóbriga                                                        | Foz do rio Tâmega                                                       | [ 3 ]                       |
| Tongobriga *Tongobrica *Tongobrigensium Tungobriga (?) Tameobrico   | Tongóbriga Tungóbriga Tongobrigênsio Tongóbrica Tameóbrico        | Freixo concelho de Marco de Canaveses                                   | [ 3 ] [ 90 ] [ 113 ]        |
| Tubucci                                                             | Tubucos                                                           | Abrantes                                                                | [ 114 ]                     |
| Veniatia                                                            | Veniácia                                                          | Vinhais                                                                 | [ 115 ]                     |
| Vicus Atucausenses                                                  | Vico Atucausense                                                  | Gatão                                                                   | [ 116 ]                     |
| Vicus Camalocus                                                     | Vico de Camaloco                                                  | Xocanal, Crato                                                          | [ 116 ]                     |
| Vicus Vanienses                                                     | Vico Vaniense                                                     | Meimoa                                                                  | [ 116 ]                     |
| Villa Cardillio                                                     | Vila de Cardílio Vila Cardílio                                    | Torres Novas                                                            | [ 117 ]                     |
| Vispasca                                                            | Vispasca                                                          | Aljustrel                                                               | [ 118 ]                     |
| Vissaium                                                            | Viseu                                                             | Viseu                                                                   | [ 119 ]                     |

## Acidentes geográficos
| Nome latino      | Nome português   | Nome atual       | Ref.    |
| ---------------- | ---------------- | ---------------- | ------- |
| Minius Flumen    | Rio Mínio        | Rio Minho        | [ 120 ] |
| Limia Flumen     | Rio Límia        | Rio Lima         | [ 121 ] |
| Nebis Flumen     | Rio Nébis        | Rio Neiva        | [ 120 ] |
| Avus Flumen      | Rio Avo          | Rio Ave          | [ 121 ] |
| Tamaca Flumen    | Rio Tâmaca       | Rio Tâmega       | [ 122 ] |
| Durius Flumen    | Rio Dórias       | Rio Douro        | [ 120 ] |
| Vacua Flumen     | Rio Vaga         | Rio Vouga        | [ 120 ] |
| Monda Flumen     | Rio Monda        | Rio Mondego      | [ 123 ] |
| Tagus Flumen     | Rio Tago         | Rio Tejo         | [ 124 ] |
| Calipus Flumen   | Rio Calipo       | Rio Sado         | [ 125 ] |
| Anas Flumen      | Rio Anas         | Rio Guadiana     | [a]     |
| Nabantius Flumen | Rio Nabâncio     | Rio Nabão        | [ 126 ] |
| Herminius Mons   | Montes Hermínios | Serra da Estrela | [ 127 ] |